# Юрьево (Омская область)
Ю́рьево — село в Кормиловском районе Омской области России, административный центр Юрьевского сельского поселения.
Основано в 1765 году
Население — 1002 чел. (2010)

## География
Село расположено в лесостепи в пределах Барабинской низменности, относящейся к Западно-Сибирской равнине, на реке Тарбуга (приток Оми). Распространены лугово-чернозёмные солонцеватые и солончаковые почвы. Высота центра населённого пункта — 101 метров над уровнем моря.
По автомобильным дорогам расстояние до районного центра посёлка Кормиловка — 23 км, областного центра города Омск — 64 км. Ближайшая железнодорожная станция расположена в посёлке Кормиловка. Через село проходит автодорога Омск — Нижняя Омка.
Климат
Климат умеренный континентальный (согласно классификации климатов Кёппена-Гейгера — тип Dfb). Среднегодовая температура положительная и составляет + 0,9° С, средняя температура самого холодного месяца января − 18,2 °C, самого жаркого месяца июля + 19,4° С. Многолетняя норма осадков — 394 мм, наибольшее количество осадков выпадает в июле — 64 мм, наименьшее в феврале-марте —по 14 мм
Часовой пояс
Юрьево, как и вся Омская область, находится в часовой зоне МСК+3. Смещение применяемого времени относительно UTC составляет +6:00.

## История
Основано в 1765 году. Первыми жителями стали коренные сибиряки, ранее переселённые из-под Тюмени в Омскую слободу. Названа деревня по имени купца — основателя Степана Ивановича Юрьева. Первоначально Юрьево управлялось из Омской крепости. С 1782 года с созданием Омского уезда деревня входила в Сыропятскую волость. Позже с ростом населения Юрьево становится одним из волостных центров Омского уезда. В 1865 году началось строительство православной церкви во имя Георгия Победоносца.
В 1919 году Юрьевская волость была отнесена к Калачинскому уезду, в 1924 году вошла в Кормиловский район. В 1928 году организована коммуна «Путь к коммунизму». В 1929 году открывается начальная школа. В 30-е годы была построена школа семилетка. В 1939 году закрыта церковь. Позже в помещении церкви хранили зерно.
В послевоенные годы местный колхоз разделился на два: «Авангард» по левому берегу Тарбуги и «Красный герой» по правому. В 1957 году село наше было включено в состав совхоза «Алексеевский», в этом же году построили молзавод. В 1965 году 16 января приказом № 19 на основании распоряжения Совета Министров РСФСР начал свой исторический путь совхоз «Кольцовский». Совхоз объединил пять сел: Кольцово, Круглово, Игнатьево, Никитино с центральной усадьбой в селе Юрьево. В 1971 году открыт детский сад, в 1976 году новое здание средней школы. В 1990-е совхоз реорганизован в СПК «Кольцовский», затем в СПК «Юрьевский».

## Население
| 2010 |
| ---- |
| 1002 |